# Gutierrezia sarothrae
Gutierrezia sarothrae là một loài thực vật có hoa trong họ Cúc. Loài này được (Pursh) Britton & Rusby mô tả khoa học đầu tiên năm 1887.